# Serie B 1941-1942 (rugby a 15)
La Serie B 1941-1942 fu il 9º campionato nazionale italiano di rugby a 15 di secondo livello.
Si tenne dal 5 gennaio 1941 al 21 marzo 1942 tra 9 squadre partecipanti, suddivise nella prima fase in 3 gironi da tre squadre ciascuno.
Una prima definizione dei gironi (con otto squadre partecipanti) che avrebbe previsto l'inizio del campionato il 14 dicembre venne accantonata a seguito dell'iscrizione di una nuova compagine (i Vigili del Fuoco di Napoli): furono quindi ridefiniti i tre gironi, composti ciascuno da tre squadre.
Il torneo ha visto la vittoria del CG Milizia Roma, mentre il secondo posto è stato conquistato dal GUF Pavia e il terzo posto dal GUF Palermo.

## Squadre partecipanti
La composizione dei gironi della prima fase fu la seguente:

### Girone A
- Fermana
- GUF Firenze
- OND Ministero Marina (Roma)

### Girone B
- GUF Roma
- Rugby Roma
- Vigili del Fuoco (Napoli)

### Girone C
- GUF Messina
- GUF Napoli
- GUF Palermo

## Fase a gironi

### Girone A

#### Risultati
| 21 dic. | 1ª/4ª giornata             | 1 feb. |
| ------- | -------------------------- | ------ |
| ?-?     | Ministero Marina — Fermana | n.d.   |
|         | Riposa: GUF Firenze        |        |

| 11 gen. | 2ª/5ª giornata           | 8 feb. |
| ------- | ------------------------ | ------ |
| 3-3     | Fermana — GUF Firenze    | 3-3    |
|         | Riposa: Ministero Marina |        |

| 18 gen. | 3ª/6ª giornata                 | 15 feb. |
| ------- | ------------------------------ | ------- |
| n.d.    | GUF Firenze — Ministero Marina | n.d.    |
|         | Riposa: Fermana                |         |

#### Classifica
| Pos | Squadra              | G | V | N | P | PF | PS | DP | Pt |
| --- | -------------------- | - | - | - | - | -- | -- | -- | -- |
| 1   | Fermana              | 2 | 0 | 2 | 0 | 6  | 6  | 0  | 2  |
| 2   | GUF Firenze          | 2 | 0 | 2 | 0 | 6  | 6  | 0  | 2  |
| 3   | OND Ministero Marina | 0 | . | . | . | .  | .  | —  | 0  |

N.B.: Il Ministero della Marina si ritira dopo la prima partita che viene di conseguenza annullata.
- Spareggio per il primo posto[7]:

Roma, 15 febbraio 1942: Fermana — GUF Firenze 3-0

### Girone B

#### Risultati
| 11 gen. | 1ª/4ª giornata           | 1° feb. |
| ------- | ------------------------ | ------- |
| 6-3     | GUF Roma — VV.FF. Napoli | 0-6     |
|         | Riposa: Rugby Roma       |         |

| 18 gen. | 2ª/5ª giornata             | 8 feb. |
| ------- | -------------------------- | ------ |
| 18-9    | VV.FF. Napoli — Rugby Roma | 3-5    |
|         | Riposa: GUF Roma           |        |

| 25 gen. | 3ª/6ª giornata        | 15 feb. |
| ------- | --------------------- | ------- |
| 6-0     | Rugby Roma — GUF Roma | 9-3     |
|         | Riposa: VV.FF. Napoli |         |

#### Classifica
| Pos | Squadra                 | G | V | N | P | PF | PS | DP  | Pt |
| --- | ----------------------- | - | - | - | - | -- | -- | --- | -- |
| 1   | Rugby Roma              | 4 | 3 | 0 | 1 | 29 | 24 | +5  | 6  |
| 2   | Vigili del Fuoco Napoli | 4 | 2 | 0 | 2 | 30 | 20 | +10 | 4  |
| 3   | GUF Roma                | 4 | 1 | 0 | 3 | 9  | 24 | −15 | 2  |

### Girone C

#### Risultati
| 11 gen. | 1ª/4ª giornata           | 1° feb. |
| ------- | ------------------------ | ------- |
| 12-3    | GUF Napoli — GUF Messina | 0-3     |
|         | Riposa: GUF Palermo      |         |

| 18 gen. | 2ª/5ª giornata           | 8 feb. |
| ------- | ------------------------ | ------ |
| 0-3     | GUF Palermo — GUF Napoli | 3-6    |
|         | Riposa: GUF Messina      |        |

| 25 gen. | 3ª/6ª giornata            | 15 feb. |
| ------- | ------------------------- | ------- |
| 6-12    | GUF Messina — GUF Palermo | 0-6     |
|         | Riposa: GUF Napoli        |         |

#### Classifica
| Pos | Squadra     | G | V | N | P | PF | PS | DP  | Pt |
| --- | ----------- | - | - | - | - | -- | -- | --- | -- |
| 1   | GUF Napoli  | 4 | 3 | 0 | 1 | 21 | 9  | +12 | 6  |
| 2   | GUF Palermo | 4 | 2 | 0 | 2 | 21 | 15 | +6  | 4  |
| 3   | GUF Messina | 4 | 1 | 0 | 3 | 12 | 30 | −18 | 2  |

## Semifinali[11][12]
| Squadra 1               | Totale  | Squadra 2   | Andata | Ritorno |
| ----------------------- | ------- | ----------- | ------ | ------- |
| Vigili del Fuoco Napoli | 9 - 6   | Fermana     | 6 - 3  | 3 - 3   |
| Rugby Roma              | 13 - 7  | GUF Palermo | 11 - 8 | ? - ?   |
| GUF Napoli              | 15 - 11 | GUF Firenze | 8 - 6  | 7 - 5   |

## Girone finale

### Risultati
| 8 mar. | 1ª/4ª giornata             | 22 mar. |
| ------ | -------------------------- | ------- |
| 0-0    | GUF Napoli — VV.FF. Napoli | 6-0     |
|        | Riposa: Rugby Roma         |         |

| 15 mar. | 2ª/5ª giornata          | 29 mar. |
| ------- | ----------------------- | ------- |
| 3-0     | Rugby Roma — GUF Napoli | 3-0     |
|         | Riposa: VV.FF. Napoli   |         |

| 19 mar. | 3ª/6ª giornata             | 5 apr. |
| ------- | -------------------------- | ------ |
| 7-6     | VV.FF. Napoli — Rugby Roma | 7-6    |
|         | Riposa: GUF Napoli         |        |

### Classifica
| Pos | Squadra                 | G | V | N | P | PF | PS | DP | Pt |
| --- | ----------------------- | - | - | - | - | -- | -- | -- | -- |
| 1   | GUF Napoli              | 4 | 2 | 1 | 1 | 9  | 3  | +6 | 5  |
| 2   | Rugby Roma              | 4 | 2 | 0 | 2 | 16 | 16 | 0  | 4  |
| 3   | Vigili del Fuoco Napoli | 4 | 1 | 1 | 2 | 13 | 19 | −6 | 3  |

## Spareggio salvezza-retrocessione[22][23]
| Squadra 1  | Totale | Squadra 2 | Andata | Ritorno |
| ---------- | ------ | --------- | ------ | ------- |
| Rugby Roma | 8 - 14 | GUF Pavia | 8 - 6  | 0 - 6   |

## Verdetti
- GUF Napoli: campione di Serie B 1941-1942 e promosso in Divisione Nazionale 1942-1943